# Linh lăng lá khía răng cưa
Linh lăng lá khía răng cưa (danh pháp hai phần: Medicago polymorpha) là một loài thực vật trong chi Medicago. Nó là bản địa khu vực bồn địa Địa Trung Hải, nhưng hiện nay phổ biến khắp thế giới. Nó tạo ra quan hệ cộng sinh với vi khuẩn Sinorhizobium medicae, loài có khả nănng cố định đạm. Các tên gọi phổ biến còn có linh lăng California, linh lăng răng cưa.

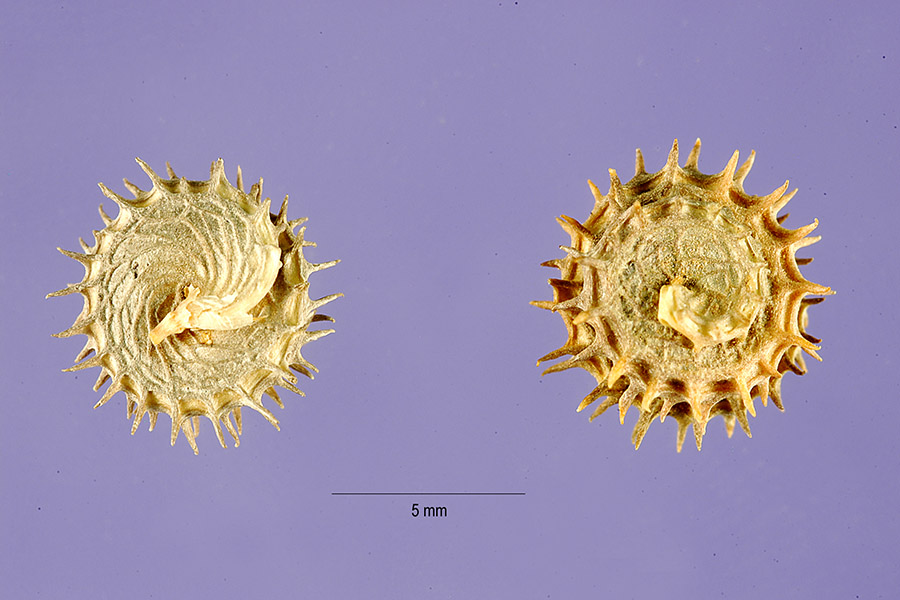
Quả

## Hình ảnh

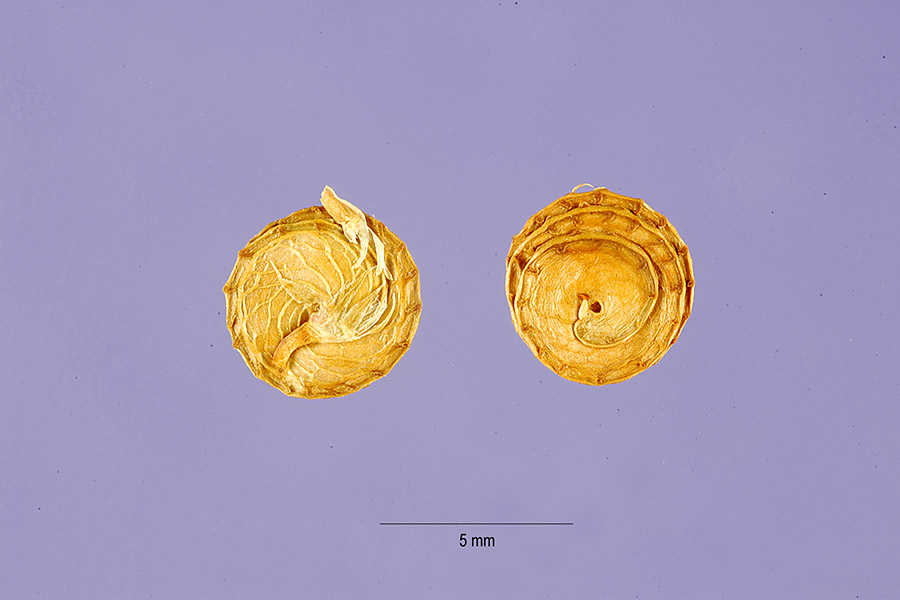
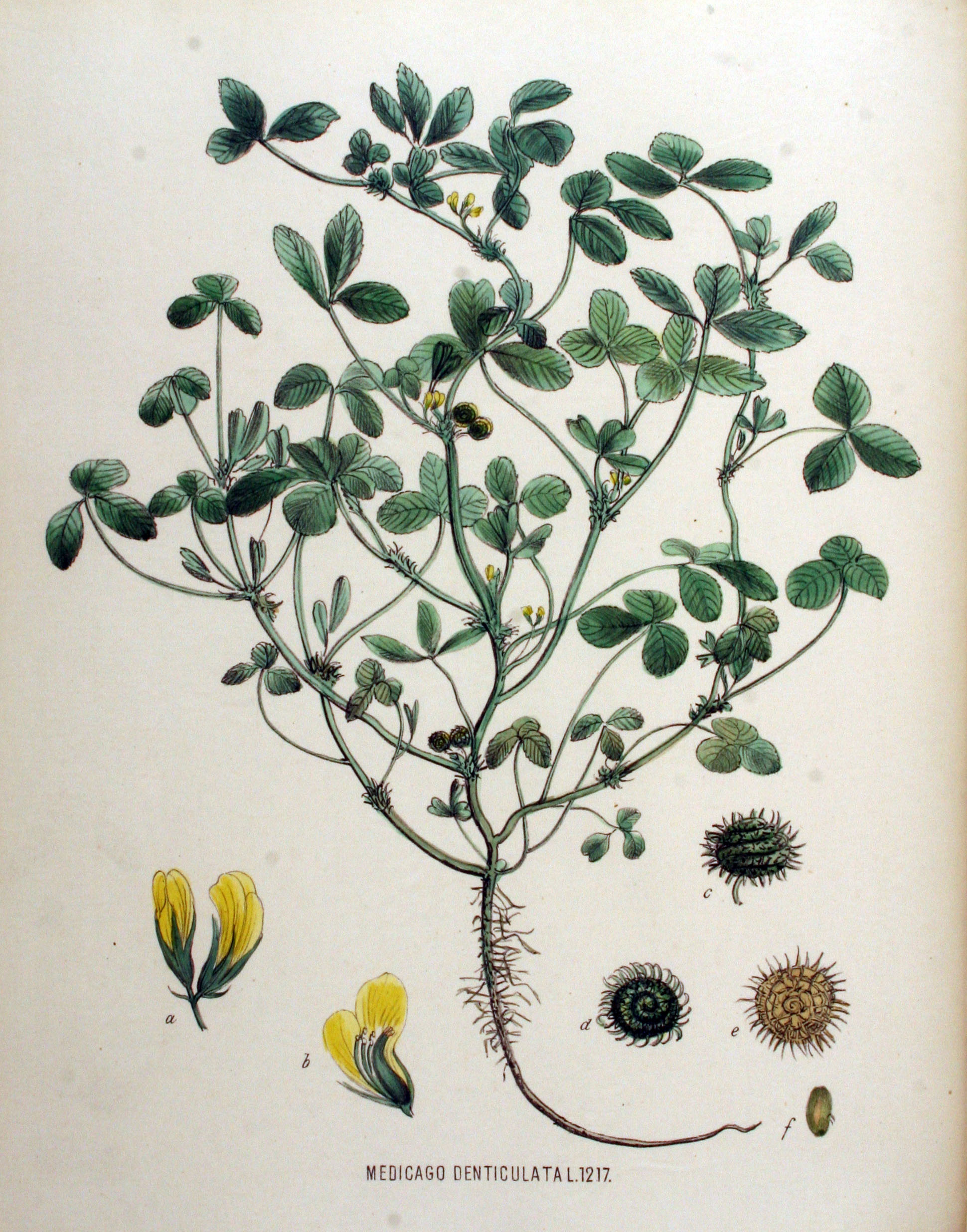
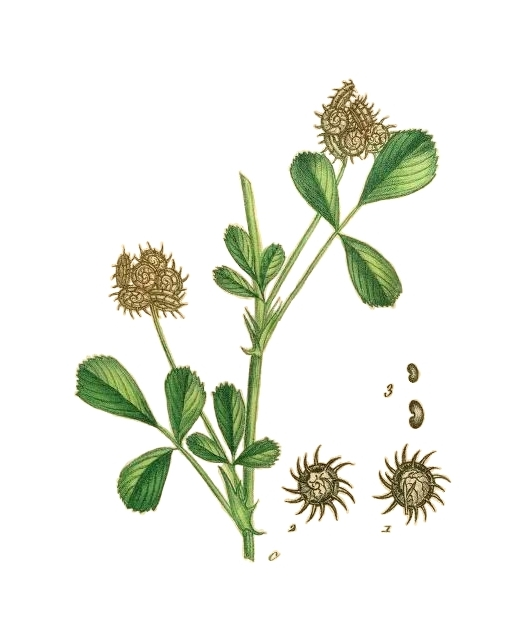
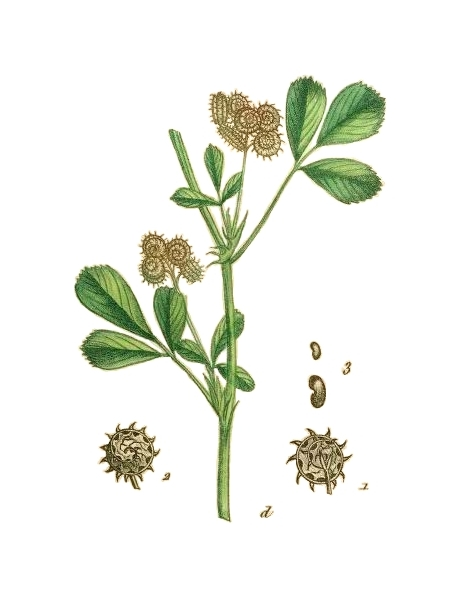